# IVE (hudební skupina)

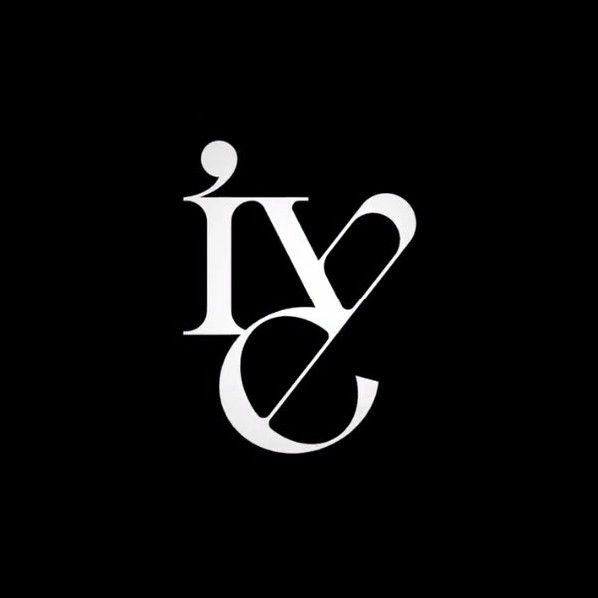
Logo od roku 2021

IVE (korejsky 아이브) je jihokorejská dívčí hudební skupina pod společností Starship Entertainment. Skupina debutovala s šesti členkami: Liz, Rei, Jang Wonyoung, An Yujin, Gaeul, Leeseo, a to dne 1. prosince 2021 se singlem „Eleven“.
Členky An Yujin a Jang Wonyoung byli v letech 2018 až 2021 součástí skupiny IZ*ONE.
Každá členka má od roku 2023 svojí oficiální zvířecí animovanou postavičku MINIVE. Postavičky se jmenují: Ganganji (An Yujin), Dal-E (Gaeul), Naori (Rei), Cherry (Jang Wonyoung), Cheez (Liz), Erang-e (Leeseo).

## Členky
- An Yujin – leader, vedoucí vokály, hlavní tanečnice
- Gaeul – hlavní tanečnice, hlavní rapperka, sub-vokály
- Rei – hlavní rapperka, sub-vokály
- Jang Wonyoung – vokály, tanečnice, vizuál
- Liz – vedoucí vokály
- Leeseo – hlavní tanečnice, sub-vokály, vizuál, maknae

## Diskografie

### Studiová alba
- I’ve IVE (2023)

### Mini alba
- WAVE (2023)
- I’VE MINE (2023)
- IVE SWITCH (2024)
- ALIVE (2024)
- IVE EMPATHY (2025)[7]